# سیویتسه
سیویتسه (به لاتین: Sivice) یک منطقهٔ مسکونی در جمهوری چک است که در ناحیه برنو-تسوونتری واقع شده‌است. سیویتسه ۷٫۲۵ کیلومتر مربع مساحت و ۱٬۰۰۲ نفر جمعیت دارد و ۲۷۸ متر بالاتر از سطح دریا واقع شده‌است.